# Reichskolonialbund

Reichskolonialbunds emblem baserades på Tysk-östafrikanska kompaniets flagga.

Reichskolonialbund var i Nazityskland en paraplyorganisation under ledning av Franz von Epp som 1933-1943 samlade alla de tyska kolonialorganisationerna, däribland Deutsche Kolonialgesellschaft.
Reichskolonialbund verkade på olika sätt för att hålla "den koloniala frågan" öppen med målet att på sikt få tillbaka de tyska kolonierna. Man gav ut bland ut agitationskrifter som "Kolonie und Heimat" och "Deutsche Kolonialzeitung" och organiserade föredrag. Organisationen hade också flera så kallade kolonialutställningar.